# Sốt Tây sông Nile
Sốt Tây sông Nile là một bệnh nhiễm virus thường lây lan qua muỗi. Khoảng 75% số người nhiễm bệnh có ít hoặc không có triệu chứng. Khoảng 20% người bị sốt, nhức đầu, nôn mửa hoặc phát ban.  Trong vòng chưa đầy 1% số người, viêm não hoặc viêm màng não xảy ra, với sự cứng khớp cổ, rối loạn, hoặc co giật. Việc phục hồi có thể mất vài tuần đến vài tháng. Nguy cơ tử vong trong số những người mà hệ thần kinh bị ảnh hưởng là khoảng 10%.
Siêu vi West Nile (WNV) thường lây lan qua muỗi bị nhiễm bệnh. Muỗi bị nhiễm bệnh khi chúng ăn những con chim bị nhiễm bệnh. Hiếm khi vi-rút lây lan qua việc truyền máu, cấy ghép nội tạng hoặc từ mẹ sang con trong khi mang thai, sinh con hoặc cho con bú. Nếu không thì không lây lan trực tiếp giữa mọi người. [2] Rủi ro đối với bệnh nặng bao gồm tuổi trên 60 và các vấn đề sức khỏe khác. Chẩn đoán thường dựa trên các triệu chứng và xét nghiệm máu.
Không có thuốc chủng ngừa cho người. Phương pháp tốt nhất để giảm nguy cơ nhiễm trùng là tránh muỗi đốt. Điều này có thể được thực hiện bằng cách loại bỏ các hồ nước đứng, chẳng hạn như trong lốp xe cũ, xô, máng xối và bể bơi. Thuốc chống muỗi, màn che cửa sổ, màn chống muỗi và tránh các khu vực có muỗi cũng có thể hữu ích. Trong khi không có cách điều trị cụ thể, thuốc giảm đau có thể hữu ích.
WNV đã xảy ra ở châu Âu, châu Phi, châu Á, Úc và Bắc Mỹ. Tại Hoa Kỳ, hàng nghìn trường hợp được báo cáo một năm, hầu hết xảy ra vào tháng 8 và tháng 9. Nó có thể xảy ra trong các ổ dịch bệnh. Virus này được phát hiện ở Uganda vào năm 1937 và lần đầu tiên được phát hiện ở Bắc Mỹ vào năm 1999.  Bệnh nặng cũng có thể xảy ra ở ngựa và vắc-xin cho những con vật này có sẵn. Một hệ thống giám sát ở chim rất hữu ích cho việc phát hiện sớm sự bùng nổ của người.